# 祝福 (成化進士)
祝福（1446年—？），字德饒，山東兗州府濟寧州人，官籍，明朝政治人物。

## 生平
成化七年（1471年），山東鄉試第五十四名舉人。成化二十三年（1487年）中式丁未科會試第一百五十四名，三甲第一百名進士。弘治元年（1488年）閏正月授翰林院检讨，侍衡王朱祐楎讲读，五年十月授衡府左長史。

## 家族
曾祖祝壽永；祖父祝維新；父祝宗寧，母張氏。重庆下。